# Moschettieri del re: La penultima missione
Série
Tutti per uno, uno per tutti
(2020)
Pour plus de détails, voir Fiche technique et Distribution.
Moschettieri del re: La penultima missione est une comédie de cape et d'épée italienne réalisée par Giovanni Veronesi et sortie en 2018. Le film est librement inspiré des Trois Mousquetaires (1844) et de Vingt Ans après (1845) rédigés par Alexandre Dumas père.

## Synopsis
La reine de France, Anne de Habsbourg, vient à nouveau convoquer les mousquetaires alors qu'ils ont changé de vie. Elle rencontre alors D'Artagnan, devenu éleveur de porcs, et le convainc de contacter ses anciens compagnons. D'Artagnan se rend donc chez Athos, devenu un homme lubrique souffrant de la syphilis. Ils partent ensuite à la recherche d'Aramis, qui se déguise en religieux pour échapper à ses dettes de jeu. Enfin, ils se rendent chez Porthos, désormais alcoolique et dépendant de l'opium. Une fois de retour à la cour royale, la reine leur explique que Mazarin persécute violemment les huguenots et veut faire sauter le port d'où embarquent les mêmes familles huguenotes pour l'Angleterre. La reine leur demande d'intervenir et d'éviter le massacre. Après avoir dîné avec Louis XIV, qui s'avère être un souverain gâté entouré de nombreuses courtisanes, ils partent en mission pour retrouver Cicognac, la personne qui pourra les mener au port.

## Fiche technique
Sauf indication contraire, les informations mentionnées dans cette section peuvent être confirmées par la base de données cinématographiques IMDb,  présente dans la section « Liens externes ».
- Titre original italien : Moschettieri del re: La penultima missione[1] (litt. « Mousquetaires du roi : l'avant-dernière mission  »)
- Réalisation : Giovanni Veronesi
- Scenario : Giovanni Veronesi, Nicola Baldoni
- Photographie :	Giovanni Canevari
- Montage : Consuelo Catucci (it)
- Musique : Checco Zalone
- Costumes : Alessandro Lai (it)
- Trucages : Veronica Falabella, Alessandra Giacci
- Production : Fabrizio Donvito, Benedetto Habib, Marco Cohen
- Société de production : Indiana Production (it), Vision Distribution (it)
- Pays de production :  Italie
- Langue originale : italien
- Format : Couleur - 2,35:1
- Durée : 109 min (1 h 49[1])
- Genre : Comédie de cape et d'épée
- Dates de sortie :
  - Italie : 27 décembre 2018

## Distribution
- Pierfrancesco Favino : D'Artagnan
- Rocco Papaleo : Athos
- Valerio Mastandrea : Porthos
- Sergio Rubini : Aramis
- Alessandro Haber : Cardinal Jules Mazarin
- Marco Todisco : Le roi Louis XIV
- Margherita Buy : la reine Anne d'Autriche
- Federico Ielapi : Antonio
- Matilde Gioli : Olimpia, la servante de la reine
- Valeria Solarino : Cicognac
- Giulia Bevilacqua : Milady de Winter
- Lele Vannoli : Le serviteur / Sergio Muto
- Antonino Iuorio : L'hôte

## Production
Le film a été tourné principalement dans la région de la Basilicate : à Matera, Montescaglioso, dans les calanchi d'Aliano, au parc de Gallipoli Cognato (it) et à Pietrapertosa, le Vulture-Melfese entre Venosa et Melfi, à Marsicovetere, Viggiano, Marsico Nuovo et Grottole, avec le soutien de la région Basilicate et de la Commission du film lucanien.
D'autres scènes ont été tournées au Palais royal de Gênes et au palais Chigi à Ariccia.

## Suite
En 2020, une suite intitulée Tutti per uno, uno per tutti est annoncée. Le tournage a débuté en Toscane le 21 août 2020. Du fait de la pandémie de Covid-19, le film qui devait sortir en salles a été à la place diffusé sur la chaîne télévisuelle Sky Italia le soir du 25 décembre 2020.